# Zamieszki w Indonezji (1998)
Zamieszki w Indonezji – protesty i zamieszki uliczne w Indonezji z maja 1998 roku skierowane przeciwko korupcji i autorytarnej władzy.

## Tło wydarzeń
Od 1965 roku władzę w Indonezji sprawował prezydent Suharto. Dzięki dochodom z ropy naftowej za jego rządów Indonezja stała się jednym z azjatyckich tygrysów. Jednocześnie Suharto tłumił wszelkie swobody demokratyczne. Jego pozycja osłabła podczas azjatyckiego kryzysu gospodarczego, który wybuchł w Indonezji w 1997 roku. Gwałtowny spadek wartości rupii indonezyjskiej i wzrost kosztów utrzymania (głównie w wyniku wzrostu cen benzyny) doprowadził do wybuchu fali protestów społecznych.
W styczniu 1998 roku mieszkańcy Dżakarty wtargnęli do sklepów, by zaopatrzyć się w zapasy żywności. Zarówno w stolicy jak i w innych miastach pojawili się obywatele demonstrujący swój niepokój wobec rozwoju wydarzeń w gospodarce Indonezji. Demonstranci wyrażali swoją niechęć przeciwko mniejszości chińskiej, która zdominowała indonezyjski rynek handlu detalicznego. Należące do mniejszości chińskiej sklepy były plądrowane, dewastowane i podpalane. Atakowano także biznesmenów postrzeganych jako jeden z filarów rządów Suharto.
20 stycznia 1998 roku Suharto mianował na wiceprezydenta Indonezji Jusufa Habibiego. Decyzja prezydenta pogłębiła spadek nastrojów na giełdzie w Dżakarcie. Nowo wybrany prezydent był postrzegany przez inwestorów jako osoba o bardzo niskiej wiedzy ekonomicznej, która popiera kapitałochłonne inwestycje infrastrukturalne, które nie były uzasadnione z gospodarczego punktu widzenia.
W marcu 1998 roku w parlamencie odbyły się wybory prezydenckie. Na urząd prezydenta po raz siódmy został wybrany Suharto. Społeczeństwo coraz silniej odczuwające wzrosty cen (rosnące w tempie kilku-kilkunastu procent miesięcznie) było rozgoryczone wyborami. Demonstracje i protesty nasiliły się, zaś Suharto (wykorzystując specjalne przywileje nadane w marcu przez parlament) nakazał stłumienie protestów. Autorytarne sposoby przysporzyły prezydentowi i rządowi Indonezji wrogości ze strony obywateli i krytyki ze strony komentatorów międzynarodowych. W kwietniu wybuchły protesty studenckie.

## Majowe protesty

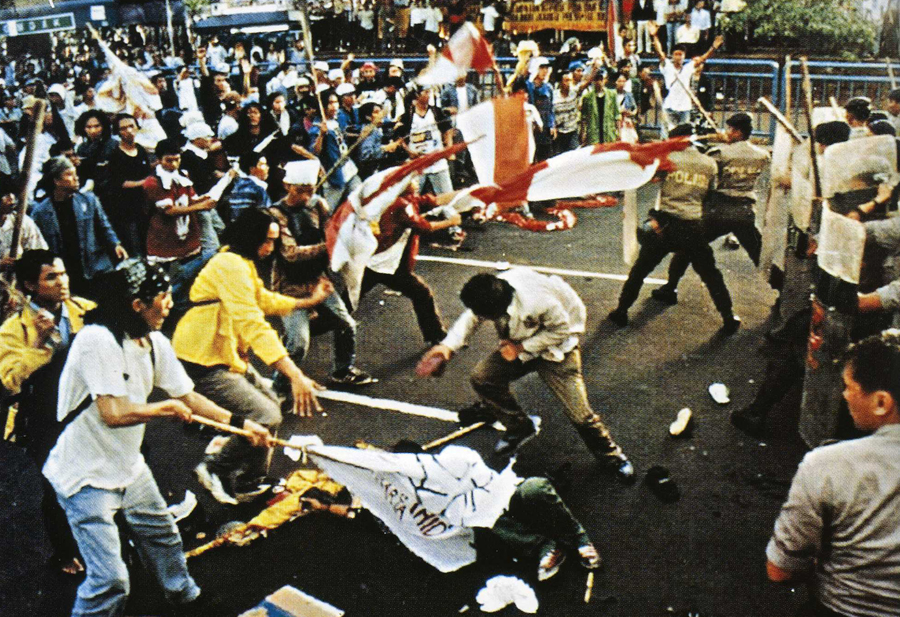
Protesty studentów na Uniwersytecie Trisakti

4 maja w mieście Medan na wyspie Sumatra wybuchły demonstracje przeciwko podwyżce cen elektryczności i oleju opałowego. Protestujący dopuścili się do użycia przemocy. 12 maja na Uniwersytecie Trisakti w Dżakarcie siły rządowe zabiły sześciu studentów. Demonstrujący domagali się dymisji Suharto. Nasilający się kryzys zmusił prezydenta do przedterminowego powrotu z podróży do Egiptu. 13 maja populistyczny przywódca muzułmański Amien Rais domagał się od Suharto rezygnacji z urzędu. W połowie maja w trakcie zamieszek z rąk demonstrantów zginęło kilka osób. Do połowy maja liczba zabitych w stolicy przekroczyła 500 osób (większość ofiar zginęła w płonących sklepach i centrach handlowych). Łącznie podczas majowych protestów w stolicy Indonezji zginęło ponad 1000 osób. Ponadto podczas zamieszek zgwałcono co najmniej 168 kobiet. 
18 maja rzecznik indonezyjskiego parlamentu Harmoko wezwał prezydenta do ustąpienia ze stanowiska. Przed gmachem parlamentu wielotysięczna demonstracja studentów domagała się ustąpienia Suharto. 21 maja Suharto podał się do dymisji, zaś jego urząd przejął Habibie.
W drugiej połowie 1998 roku rozpoczęto reformy gospodarcze. W 1999 roku odbyły się wybory parlamentarne.